# Iris
Iris — рід середнього розміру богомолів родини Eremiaphilidae, поширених у Південній Європі, Північній Африці, Центральній та Південно-Західній Азії.

## Опис
Богомоли середнього розміру зі струнким тілом. Голова велика та широка, фасеткові очі помірно виступають. Передньогруди тендітні, довші за тазики передніх ніг. Передні стегна тонкі, з 4 дискоїдальними та 5 зовнішніми шипами. Передні гомілки з багатьма дрібними зовнішніми шипами. Передні крила самців довгі, вкривають черевце, принаймні частково прозорі. У самиць надкрила короткі, непрозорі. Задні крила обох статей з барвистим малюнком. Дискоїдальна жилка проста як у самців, так і в самиць. Церки тонкі та конічні.

## Спосіб життя
Богомоли роду населяють кущі та суху траву в місцевостях з низькою вологістю. В середземноморській частині ареалу спостерігається одне покоління на рік. У північних регіонах зимує оотека, з якої навесні виходять молоді личинки. На півдні зимує імаго. Iris deserti в пустельних оазах зимує на стадії личинки.
Яскраво забарвлені задні крила богомоли демонструють при спробах налякати хижака чи супротивника свого виду. Також дослідження показують, що ритмічні рухи крил самиць приваблюють самиць.

## Ареал та різноманіття
Відомо 14 видів, що населяють Північну Африку, Південну Європу, Близький Схід, Центральну Азію.
Типовим видом є Iris oratoria.
- I. caeca  Uvarov, 1931
- I. deserti  Uvarov, 1923
- I. insolita Mistshenko, 1956
- I. nana Uvarov, 1930
- I. narzykulovi  Lindt, 1961
- I. oratoria  (Linne, 1758)
- I. orientalis  Wood-Mason, 1882
- I. persa Uvarov, 1922
- I. persiminima Otte, 2004
- I. pitcheri Kaltenbach, 1982
- I. polystictica  Fischer-Waldheim, 1846
  - I. polystictica mongolica Sjostedt, 1932
  - I. polystictica polystictica Fischer-Waldheim, 1846
  - I. polystictica shahdarinica Lindt, 1963
  - I. polystictica shugnanica Lindt, 1963
- I. senegalensis Beier, 1931
- I. splendida  Uvarov, 1922
- I. strigosa Stoll, 1813